# Cerodirphia apunctata
Cerodirphia apunctata is een vlinder uit de familie nachtpauwogen (Saturniidae), onderfamilie Hemileucinae.
De wetenschappelijke naam van de soort is voor het eerst geldig gepubliceerd door Dias & Lemaire in 1991.